# Illuminati (Marvel)
Illuminati – fikcyjna organizacja superbohaterów z komiksów wydawnictwa Marvel Comics. Jej twórcami są Brian Michael Bendis i Steve McNiven. Po raz pierwszy zadebiutowała na łamach komiksów w 2005 roku w zeszycie New Avengers #7.

## Skład i powstanie organizacji
W pierwszym składzie znaleźli się:
- Tony Stark jako reprezentant Avengers,
- Charles Xavier jako przedstawiciel mutantów,
- Black Bolt jako przedstawiciel i król Inhumans,
- Reed Richards jako przedstawiciel naukowego punktu widzenia oraz Fantastycznej Czwórki
- Stephen Strange jako przedstawiciel mistycznego myślenia,
- Namor the Sub-Mariner jako władca mórz i przedstawiciel myślenia anty superbohatera.

Grupa powstała po Kree-Skrull War w Wakandzie jako organ przedstawicielski na wzór ONZ.

### Kolejni członkowie
- Medusa jako królowa Inhumans
- Steven Rogers jako lider Avengers
- T’Challa jako władca Wakandy
- Henry McCoy zastąpił Charlesa Xaviera
- Bruce Banner jako wybitny naukowiec i inteligentny potwór „Doc Green”
- Brian Braddock – Kapitan Brytania
- Amadeus Cho
- Hank Pym jako wybitny naukowiec